# Fences (phim)
Fences (tạm dịch: Hàng rào) là một bộ phim thời đại - chính kịch của Mỹ phát hành năm 2016 với sự tham gia diễn xuất, sản xuất và đạo diễn bởi Denzel Washington và được viết bởi August Wilson, dựa trên vởi kịch cùng tên năm 1985 của Wilson đã từng đạt giải Pulitzer. Ngoài Denzel Washington, phim còn có sự tham gia của Viola Davis, Stephen McKinley Henderson, Jovan Adepo, Russell Hornsby, Mykelti Williamson và Saniyya Sidney.
Quá trình quay phim diễn ra từ ngày 25 tháng 4 đến ngày 14 tháng 6 năm 2016, tại Quận Hill của Pittsburgh, Pennsylvania.
Fences được phát hành tại Hoa Kỳ vào ngày 16 tháng 12 năm 2016, bởi Paramount Pictures. Bộ phim đã nhận được những đánh giá tích cực từ các nhà phê bình, với những lời khen ngợi dành cho diễn xuất và đạo diễn của Washington, diễn xuất của Davis, kịch bản, nhịp độ phim, quay phim và cảm xúc mà bộ phim mang tới. Tuy nhiên, phim cũng nhận một số phê bình cho rằng phim thiếu "tính điện ảnh" khi chuyển thể từ sân khấu sang màn ảnh rộng. Giới phê bình nghệ thuật nói chung nhận thấy bộ phim "cực kỳ mạnh mẽ và hiệu quả."  Phim cũng là một thành công thương mại, thu về 64 triệu đô la so với kinh phí sản xuất 24 triệu đô la.
Phim được Viện phim Mỹ chọn là một trong mười phim hay nhất của năm 2016, và được đề cử cho nhiều giải thưởng, trong đó có bốn đề cử Oscar tại Lễ trao giải Oscar lần thứ 89: Phim hay nhất, Nam diễn viên chính xuất sắc nhất cho Denzel Washington, Nữ diên viên phụ xuất sắc nhất cho Viola Davis và Kịch bản chuyển thể xuất sắc nhất, và Viola Davis chiến thắng ở hạng mục mình được đề cử. Phim cũng nhận được một đề cử Quả cầu vàng cho Nam diễn viên chính xuất sắc nhất cho Washington và một chiến thắng cho Nữ diễn viên phụ xuất sắc nhất cho Davis.

## Nội dung phim
Vào những năm 1950 ở Pittsburgh, Troy Maxson sống với người vợ tên Rose và con trai của cả hai tên Cory. Troy làm công việc thu gom rác cùng với người bạn thân nhất của mình, Jim Bono. Em trai của Troy, Gabriel, bị chấn thương ở đầu trong Thế chiến thứ hai khiến anh bị suy giảm trí óc; anh đã nhận được khoản tiền trợ cấp từ chính phủ 3.000 đô la mà sau đó Troy sử dụng để trả trước tiền mua căn nhà của mình. Kể từ đó, Gabriel chuyển đến sống ở bên kia đường tại nhà của "Miss Pearl", vì vậy Troy không còn nhận được tiền thuê nhà từ Gabriel, điều này khiến gia đình rơi vào tình trạng căng thẳng về tài chính. Gabriel đôi khi gặp rắc rối với pháp luật vì những hành vi thất thường của mình. Rose gợi ý với Troy rằng tốt nhất là Gabriel nên được đưa vào viện tâm thần.
Troy rời nhà năm 14 tuổi sau khi đánh người cha bạo hành của mình, và trở thành một tên cướp để nuôi sống bản thân. Trong thời gian ngồi tù do giết một người đàn ông trong một vụ cướp, ông đã gặp Jim Bono và bộc lộ tài năng chơi bóng chày của mình. Sau đó ông chơi ở các giải đấu chuyên nghiệp của người da đen; nhưng anh ta chưa bao giờ lọt vào giải Major League Baseball, một giải đấu mà đến trước năm 1947, vẫn còn là một nơi không dành cho các tuyển thủ da màu. Troy nói rằng mình đã sống sót sau một đợt viêm phổi suýt chết khi còn trẻ. Ông vật lộn với cái chết và chiến thắng, tuy nhiên ông cho rằng "Thần Chết" đã hứa sẽ trở lại để "đấu tiếp" với ông.
Lyons, con trai của Troy từ mối quan hệ trước đây, luôn đến thăm Troy vào ngày lãnh lương của ông để vay tiền; điều này làm Troy khó chịu. Đối với Troy, một người đàn ông phải có trách nhiệm làm việc chăm chỉ để tìm ra con đường của riêng mình và chu cấp, chăm lo cho gia đình. Rose sau đó nói với Troy rằng Cory đang được một đội bóng bầu dục của trường đại học săn đón, nhưng Troy không muốn Cory theo con đường thể thao chuyên nghiệp và từ chối ký giấy chấp thuận cho Cory, bảo rằng ông không muốn Cory lập lại vết xe đổ của ông ngày xưa.
Rose muốn Troy xây hàng rào xung quanh nhà của họ, và Troy yêu cầu Cory giúp ông vào mỗi thứ bảy. Khi biết rằng Cory không đi làm thêm sau giờ học tại cửa hàng tạp hoá do trùng với các buổi luyện tập bóng, Troy yêu cầu Cory quay trở lại công việc làm thêm, bất chấp Cory đã cố gắng thuyết phục ông rằng cậu sẽ làm việc vào cuối tuần thay vì trong tuần.
Sau khi phàn nàn về cách làm việc phân biệt chủng tộc của công ty mình, Troy được thăng chức lái xe chở rác, trở thành người Mỹ gốc Phi đầu tiên làm lái xe rác ở Pittsburgh. Jim Bono phát hiện ra rằng Troy đang lừa dối Rose để ngoại tình với Alberta, một người phụ nữ mà ông gặp tại quán rượu Taylor. Jim đã khuyên Troy phải chấm dứt mối quan hệ vụng trộm đó. Troy sau đó phát hiện ra rằng Cory đã không quay trở lại làm việc ở tiệm tạp hóa, và ông đi tới nói với huấn luyện viên của Cory rằng ông không cho phép Cory chơi bóng nữa. Troy cũng từ chối ký các giấy tờ cho phép Cory được tuyển vào đội bóng đá của trường đại học. Tức giận khi biết được tin này, Cory tấn công và ném nón chơi bóng của mình về phía Troy. Troy cảnh báo con trai mình nếu còn bất kính với ông, ông sẽ cho Cory một bài học. Sau đó vì không biết chữ, Troy đã ký vào giấy xác nhận chuyển nửa số tiền trợ cấp của Gabriel vào viện tâm thần, buộc Gabriel phải bị đưa vào đó. Nửa số tiền trợ cấp hàng tháng còn lại sẽ được gửi cho Troy.
Sau khi làm cho Alberta có bầu, Troy buộc phải tiết lộ chuyện ngoại tình của mình với Rose, dẫn đến một cuộc cãi vả và Troy đã hung hãn nắm mạnh lấy tay của Rose khiến bà bị đau. Cory vì muốn can thiệp và cứu mẹ, anh đẩy Troy vào hàng rào. Nhiều tháng sau, Alberta vì sinh khó mà qua đời. Troy tức giận thách thức "Thần Chết" có ngon thì quay lại rước ông đi.
Troy đưa con gái nhỏ mới sinh Raynell về nhà, và Rose đồng ý nuôi cô bé như con của mình, nhưng từ chối chấp nhận Troy trở lại cuộc đời của cô. Cory cân nhắc việc gia nhập Thủy quân lục chiến Hoa Kỳ, vì đã bỏ lỡ cơ hội học đại học với học bổng bóng đá. Một ngày nọ, khi Cory trở về nhà, thấy Troy đang say xỉn, chặn đường Cory và buông ra những lời cay nghiệt. Hai cha con đã lao vào đánh nhau, Cory vung gậy đánh bóng chày về phía Troy. Troy tóm lấy cây gậy từ tay Cory, quật Cory xuống đất và sau đó đuổi anh ta ra khỏi sân vườn nhà. Mất phương hướng, Troy một lần nữa thách thức Thần chết đến với mình.
Sáu năm sau, Troy đã qua đời vì một cơn đau tim, và Cory trở về nhà, bây giờ anh đã là một hạ sĩ của Thủy quân lục chiến Hoa Kỳ. Tuy nhiên, anh bảo với mẹ anh, bà Rose, rằng anh sẽ không tham dự đám tang của bố Troy. Rose thừa nhận bà vẫn còn yêu Troy dù ông có nhiều khuyết điểm và xin Cory hãy nhìn ông lần cuối vì Troy dù sao cũng là ba của anh, là một phần xương máu của anh. Cory suy nghĩ lại sau khi chia sẻ những kỷ niệm về bố Troy với Raynell. Lyons thì đang ngồi tù ba năm vì tội làm tiền giả, nhưng do cha mất nên anh được cho về tham dự lễ tang. Gabriel cũng được xuất viện để tham dự và đoàn tụ với gia đình khi gia đình làm nghi lễ tiễn biệt Troy. Kết thúc phim, Gabriel đã chơi kèn và thành công sau ba lần cố gắng thổi kèn đúng nhạc để Thánh Peter mở cổng thiên đàng cho thành Troy, và mặt trời lấp lánh trên vai họ.

## Dàn diễn viên
- Denzel Washington trong vai Troy Maxson
- Viola Davis trong vai Rose Lee Maxson
- Stephen McKinley Henderson trong vai Jim Bono
- Jovan Adepo trong vai Cory Maxson
- Russell Hornsby trong vai Lyons Maxson
- Mykelti Williamson trong vai Gabriel Maxson
- Saniyya Sidney trong vai Raynell Maxson

## Sản xuất
Phim được chuyển thể từ vở kịch Fences của August Wilson. Quá trình sản xuất lên đến đỉnh điểm khi bộ phim phát hành năm 2016, hơn một thập kỷ sau khi Wilson qua đời.
Những nỗ lực trước đây để chuyển thể Fences lên màn ảnh đều không có kết quả, một phần do Wilson khăng khăng chỉ muốn đạo diễn phim là người Mỹ gốc Phi. Trong một cuộc phỏng vấn năm 2013 với Empire, Denzel Washington bày tỏ ý định đóng vai chính và đạo diễn một bộ phim chuyển thể của Fences, đóng lại vai của anh ấy từ phiên bản kịch Broadway vào năm 2010, do Scott Rudin sản xuất. Scott Rudin cũng đóng vai trò nhà sản xuất trong phiên bản phim.
Vào ngày 28 tháng 1 năm 2016, có thông tin cho rằng Rudin, Washington và Todd Black sẽ sản xuất một bộ phim chuyển thể từ vở kịch, do Washington đạo diễn và có sự tham gia của Washington và Viola Davis, đóng lại vai diễn của họ từ phiên bản kịch Broadway được mang lại công diễn năm 2010. Vở kịch đã mang về cho cả hai diễn viên giải Tony danh giá. Nhà viết kịch kiêm nhà biên kịch Tony Kushner đã tham gia xây dựng bản thảo do Wilson viết trước khi ông qua đời vào năm 2005. Tuy nhiên, Wilson là nhà biên kịch duy nhất được ghi nhận cho bộ phim, trong khi Kushner nhận được ghi vào danh sách đồng sản xuất. Todd Black giải thích rằng Washington nhấn mạnh rằng họ vẫn trung thành với kịch bản của Wilson, nói rằng, "Ngôi sao của bộ phim chính là kịch bản và lời nhắn nhủ của August Wilson. Những gì Denzel nói với tôi, với Scott, với tất cả các diễn viên, nhà quay phim và nhà thiết kế sản xuất là: "Đừng đưa ra bất kỳ quyết định nào nếu August Wilson không bảo bạn làm. Dù bạn làm gì, cũng phải để tâm đến lời của August Wilson. Đó là điều mà tất cả chúng ta phải tuân thủ." 
Vào ngày 4 tháng 4 năm 2016, Mykelti Williamson, Jovan Adepo, Russell Hornsby, Stephen McKinley Henderson và Saniyya Sidney đã tham gia vào dàn diễn viên, cùng với Williamson, Hornsby và Henderson cũng đảm nhận vai trò của họ từ phiên bản Broadway năm 2010.
Vào ngày 25 tháng 4 năm 2016, có thông tin cho rằng Fences đã bắt đầu quay ở Quận Hill của Pittsburgh. Vào ngày 14 tháng 6 năm 2016, quay phim chính đã được hoàn thành. Phần hậu kỳ xong vào giữa tháng 11. Charlotte Bruus Christensen là đạo diễn hình ảnh, David Gropman là nhà thiết kế sản xuất, Sharen Davis là nhà thiết kế trang phục, Hughes Winborne biên tập phim, Sean Devereaux là giám sát hiệu ứng hình ảnh, và Marcelo Zarvos đã soạn nhạc cho bộ phim.

## Phát hành
Bộ phim đã tổ chức buổi ra mắt thế giới tại rạp Curran ở San Francisco, California vào ngày 15 tháng 12 năm 2016. Phim bắt đầu phát hành giới hạn vào ngày 16 tháng 12 năm 2016, trước khi công chiếu rộng rãi tại 2.223 rạp vào ngày 25 tháng 12.

### Phương tiện truyền thông gia đình
Fences được phát hành trên định dạng Digital HD vào ngày 24 tháng 2 năm 2017, và trên đĩa Blu-ray và DVD vào ngày 14 tháng 3 năm 2017.

## Thu nhận

### Doanh thu phòng vé
Fences thu về 57,7 triệu đô la ở Hoa Kỳ và Canada và 6,7 triệu đô la ở các vùng lãnh thổ khác với tổng doanh thu toàn cầu là 64,4 triệu đô la, so với kinh phí sản xuất là 24 triệu đô la.
Fences công chiếu tại 5 rạp ở New York và Los Angeles vào ngày 16 tháng 12, và dự kiến sẽ thu về 50–75.000 đô la mỗi rạp trong tuần công chiếu giới hạn. Cuối cùng, phim đã kiếm được tổng cộng 128.000 đô la, đủ tốt với mức trung bình mỗi rạp là 32.000 đô la. Phim được công chiếu rộng rãi (2.223 rạp) vào đúng ngày Giáng sinh và thu về 6,7 triệu USD; trong hai ngày đầu tiên, phim đem về được 11,5 triệu đô la. Trong tuần đầu tiên công chiếu vào tuần sau, bộ phim đã kiếm được 10 triệu đô la, đứng thứ 6 tại phòng vé.

### Phản ứng tích cực
Trên trang web tổng hợp đánh giá Rotten Tomatoes, bộ phim có tỷ lệ phê duyệt là 92% dựa trên 269 bài phê bình, với điểm đánh giá trung bình là 7,60 / 10. Sự đồng thuận từ trang web cho biết, "Phim xuất sắc từ dàn diễn viên đến từ bản Broadway cho đến kịch bản, Fences không những được xây dựng vững chắc để mang lại cảm xúc mạnh mẽ, mà còn giữ trọn vẹn nguyên tác, không phải thay đổi khi đem sang địa hạt màn ảnh rộng."  Trên Metacritic, bộ phim có điểm trung bình có trọng số là 79/100, dựa trên 48 nhà phê bình, cho thấy "các bài đánh giá nhìn chung là thuận lợi". Khán giả do CinemaScore thăm dò đã cho điểm trung bình của phim là "A–" trên thang điểm từ A + đến F.
Ty Burr của tờ Boston Globe viết, "Người xem không nhận được thước điện ảnh quá cầu kỳ từ Fences, nhưng bù lại người xem nhận được hai màn diễn xuất tuyệt vời và một bộ phim chính kịch Mỹ hoàn hảo."  Catherine Shoard của Guardian đã cho 4 trong số 5 sao và khen ngợi diễn xuất của Washington và Davis khi nói rằng "Denzel Washington và Viola Davis, từ nhận giải Tonys sang nhận giải Oscar. "  Terrl White of Empire đã chấm đầy đủ 5 sao và gọi bộ phim là "Một bộ phim chỉ có thể dùng hai từ "phi thường" để diễn tả, không cần sự cố, tiếng nổ và kỹ xảo cao cấp nhưng đầy những màn diễn xuất đỉnh cao với trí thông minh, sức mạnh và trái tim . "  A. O. Scott của New York Times đã đánh giá tích cực và làm nổi bật màn trình diễn của Washington và Davis bằng cách nói "Lỡ mà âm thanh có đột ngột bị lỗi, hoặc nếu lời thoại có bị tác động bởi bất cứ tiếng ồn nào, thì đã có sự diễn xuất tuyệt vời bù đắp lại toàn bộ."  Owen Gleiberman của Variety cũng đánh giá tích cực và khen ngợi các màn diễn xuất.
Trong một bài đánh giá khá tiêu cực, David Edelstein ở <i id="mw5A">New York</i> đã viết, "Nó không đủ điện ảnh để khiến bạn quên rằng bạn đang xem từ một chuyển thế sân khấu, nhưng nó quá điện ảnh để nắm bắt được cường độ và sự tập trung của một phiên bản kịch. " 

## Các liên kết khác
- Website chính thức
- Fences trên Internet Movie Database

[[Thể loại:Phim hãng Paramount Pictures]]
[[Thể loại:Phim lấy bối cảnh ở thập niên 1950]]
[[Thể loại:Phim do Scott Rudin sản xuất]]
[[Thể loại:Phim có diễn xuất giành giải Oscar cho Nữ diễn viên phụ xuất sắc nhất]]
[[Thể loại:Phim có diễn xuất giành giải Quả cầu vàng cho Nữ diễn viên phụ xuất sắc nhất]]
[[Thể loại:Phim về gia đình]]
[[Thể loại:Phim tiếng Anh]]
[[Thể loại:Phim giành giải BAFTA]]
[[Thể loại:Phim Mỹ]]
[[Thể loại:Phim năm 2016]]

1. ↑  McCarthy, Todd (ngày 22 tháng 11 năm 2016). “'Fences' Review”. The Hollywood Reporter. Truy cập ngày 22 tháng 11 năm 2016.
2. 1 2  “Fences”. Box Office Mojo. Truy cập ngày 2 tháng 4 năm 2017.
3. ↑  Fences (2016) (bằng tiếng Anh), truy cập ngày 3 tháng 10 năm 2020
4. ↑  Hipes, Patrick (ngày 8 tháng 12 năm 2016). “AFI Awards: Best Of 2016 Film List Includes 'Silence', 'Hacksaw Ridge' & More”. Deadline Hollywood. Truy cập ngày 8 tháng 12 năm 2016.
5. ↑  “Golden Globes 2017: The Complete List of Nominations”. The Hollywood Reporter. ngày 12 tháng 12 năm 2016. Truy cập ngày 12 tháng 12 năm 2016.
6. ↑  Obenson, Tambay A. (ngày 4 tháng 8 năm 2014). “When August Wilson Insisted on a Black Director for a Hollywood Adaptation of 'Fences'...”. Indiewire. Bản gốc lưu trữ ngày 13 tháng 5 năm 2016. Truy cập ngày 25 tháng 4 năm 2016.
7. ↑  Goldberg, Matt (ngày 1 tháng 2 năm 2013). “Denzel Washington Aiming to Adapt August Wilson's FENCES as Next Directing Project”. Collider. Truy cập ngày 25 tháng 4 năm 2016.
8. ↑  Busch, Anita (ngày 28 tháng 1 năm 2016). “Tony Kushner Comes Aboard Denzel Washington's 'Fences' For Paramount”. Deadline Hollywood. Truy cập ngày 25 tháng 4 năm 2016.
9. ↑  Obenson, Tambay A. (ngày 28 tháng 1 năm 2016). “Kushner Tapped for 'Fences' Screenplay + Fall 2016 Release Eyed for Oscar Consideration”. IndieWire. Truy cập ngày 25 tháng 4 năm 2016.
10. ↑  Davis, Clayton (ngày 10 tháng 8 năm 2016). “As per a rep from Paramount Pictures, only August Wilson is the credited screenwriter for "Fences" – no longer Tony Kushner”. Twitter. Truy cập ngày 18 tháng 8 năm 2016.
11. ↑  McKittrick, Christopher (ngày 13 tháng 2 năm 2017). “"The star of the movie is the screenplay." August Wilson's Fences”. Creative Screenwriting. Truy cập ngày 14 tháng 2 năm 2017.
12. ↑  Busch, Anita; D'Alessandro, Anthony (ngày 4 tháng 4 năm 2016). “Mykelti Williamson & Russell Hornsby Reprise Roles For 'Fences' Movie”. Deadline Hollywood. Truy cập ngày 25 tháng 4 năm 2016.
13. ↑  “'Fences' filming turns back the clock in Pittsburgh”. Pittsburgh Post-Gazette. ngày 25 tháng 4 năm 2016. Truy cập ngày 25 tháng 4 năm 2016.
14. ↑  Crawley, Dave (ngày 14 tháng 6 năm 2016). “Denzel Washington's Production Of "Fences" Wraps Filming In The Hill District”. KDKA-TV. Truy cập ngày 27 tháng 12 năm 2016.
15. ↑  Obenson, Tambay (ngày 14 tháng 6 năm 2016). “Filming Has Wrapped on Denzel Washington's 'Fences' Film Adaptation; Viola Davis Shares Set Pics (Oscar Potential?))”. Shadow and Act. Bản gốc lưu trữ ngày 18 tháng 10 năm 2016. Truy cập ngày 10 tháng 8 năm 2016.
16. ↑  Michael Cieply (ngày 15 tháng 9 năm 2016). “Delicious Complications As Denzel Washington & Scott Rudin Reach For The Black Cinema Torch”. Deadline Hollywood. Truy cập ngày 15 tháng 9 năm 2016.
17. ↑  Bill Desowitz (ngày 6 tháng 10 năm 2016). “Why 'The Girl on the Train' and 'Fences' Shot on Film”. IndieWire. Truy cập ngày 7 tháng 10 năm 2016.
18. ↑  “Fences – Bron Studios”. Bron Studios. Bản gốc lưu trữ ngày 9 tháng 10 năm 2016. Truy cập ngày 7 tháng 10 năm 2016.
19. ↑  David S. Cohen (ngày 9 tháng 8 năm 2016). “How Sharen Davis Went From Actress to Oscar-Nominated Costume Designer”. Variety. Truy cập ngày 7 tháng 10 năm 2016.
20. ↑  Clayton Davis (ngày 30 tháng 8 năm 2016). “Oscars: Telluride, 'Silence', Editor for 'Fences', and 'Live By Night' staying 2017?”. AwardsCircuit. Bản gốc lưu trữ ngày 12 tháng 2 năm 2019. Truy cập ngày 7 tháng 10 năm 2016.
21. ↑  Sean Devereaux (ngày 27 tháng 9 năm 2016). “FENCES is a true work of art. I am so proud to be a part of it. SaveTheDate, this is the film to see this Christmas!”. Twitter. Truy cập ngày 7 tháng 10 năm 2016.
22. ↑  “Marcelo Zarvos to Score Denzel Washington's 'Fences'”. FilmMusicReporter.com. ngày 4 tháng 10 năm 2016. Truy cập ngày 4 tháng 10 năm 2016.
23. ↑  Gioia, Michael. “San Francisco's Curran Reopens to Host Fences Film Premiere”. Truy cập ngày 13 tháng 10 năm 2017.
24. ↑  Mendelson, Scott (ngày 26 tháng 12 năm 2016). “Box Office: 'Sing' Soars, 'Passengers' Recovers, 'Fences' Breaks Out On Christmas Day”. Forbes. Truy cập ngày 30 tháng 12 năm 2016. expanded... to 2,223 theaters yesterday after keeping it in limited release for the last 10 days. The August Wilson adaptation earned a smashing $6.688 million opening day,... long term predictions are challenging for this $20–$25m production... but this is a smashingly impressive single-day debut for a film that will absolutely be a big part of the Oscar conversation. It has earned $11.528m thus far.
25. ↑  “Fences (2016)”. DVD Release Dates. Truy cập ngày 17 tháng 2 năm 2017.
26. ↑  “FENCES Film Coming to Blu-ray Combo Pack & Digital HD”. Broadway World. Truy cập ngày 14 tháng 2 năm 2017.
27. ↑  Hunt, Bill. “The Digital Bits”. Fences official, plus the 4K floodgates are opening: Gladiator, Bridge on the River Kwai & more are on the way. Truy cập ngày 17 tháng 2 năm 2017.
28. ↑  “'Rogue One' Flying To $152M+ Weekend; 'Collateral Beauty' A Career B.O. Low For Will Smith: PM Update”. Deadline Hollywood.
29. ↑  Mendelson, Scott (ngày 26 tháng 12 năm 2016). “Box Office: 'Sing' Soars, 'Passengers' Recovers, 'Fences' Breaks Out On Christmas Day”. Forbes. Truy cập ngày 26 tháng 12 năm 2016. In other "new wide release" news, Paramount/Viacom Inc. expanded the Denzel Washington/Viola Davis drama Fences to 2,223 theaters yesterday
30. ↑  “Weekend Box Office: December 30-ngày 1 tháng 1 năm 2017”. Box Office Mojo.
31. ↑  “Fences (2016)”. Rotten Tomatoes. Truy cập ngày 3 tháng 6 năm 2021.
32. ↑  “Fences reviews”. Metacritic. Truy cập ngày 31 tháng 12 năm 2016.
33. ↑  “Rogue One' & 'Sing' Christmas Juggernaut Leaves Room For Specialty Films – Final Weekend Update”. Deadline Hollywood. ngày 27 tháng 12 năm 2016. Truy cập ngày 25 tháng 1 năm 2018.
34. ↑  Burr, Ty (ngày 22 tháng 12 năm 2016). “Denzel Washington and Viola Davis give titanic performances in 'Fences'”. Boston Globe. Boston, Massachusetts. Truy cập ngày 30 tháng 12 năm 2016.
35. ↑  “Fences review: Denzel Washington and Viola Davis set to convert Tonys to Oscars”. the Guardian (bằng tiếng Anh). 22 tháng 11 năm 2016. Truy cập ngày 17 tháng 1 năm 2021.
36. ↑  “Fences”. Empire (bằng tiếng Anh). 6 tháng 2 năm 2017. Truy cập ngày 17 tháng 1 năm 2021.
37. ↑  Scott, A. O. (ngày 15 tháng 12 năm 2016). “Review: Beneath the Bombast, 'Fences' Has an Aching Poetry (Published 2016)”. The New York Times (bằng tiếng Anh). ISSN 0362-4331. Truy cập ngày 17 tháng 1 năm 2021.
38. ↑  Gleiberman, Owen (22 tháng 11 năm 2016). “Film Review: Denzel Washington and Viola Davis in 'Fences'”. Variety (bằng tiếng Anh). Truy cập ngày 17 tháng 1 năm 2021.
39. ↑  David Edelstein (ngày 23 tháng 12 năm 2016). “Denzel Washington's Fences Gets Stuck Between Stage and Screen”. Vulture. New York Magazine. Truy cập ngày 30 tháng 12 năm 2016. There's a literal fence at the center of Fences, but it doesn't resonate onscreen the way it does onstage. It's not a living metaphor. Troy, a gifted baseball player, was fenced-out of the major leagues when he was young but was too old to strut his stuff when he emerged after a long stint in prison. Now, he sees fences everywhere. The fence that he's building, though, underscores the barrier he has erected between him and his sons, one from each of his marriages.